# Campeonato Sudamericano de Voleibol Masculino Sub-21 de 2006
El XVIII Campeonato Sudamericano de Voleibol Masculino Sub-21 será un torneo de selecciones que se llevará a cabo en Manaus, Brasil del 05 al 10 de septiembre de 2006. El torneo es organizado por la Confederación Sudamericana de Voleibol (CSV) y otorga dos cupos para el Campeonato Mundial de Voleibol Masculino Sub-21 de 2007.

## Equipos participantes
- Argentina
- Brasil
- Chile
- Colombia
- Guyana
- Paraguay
- Perú
- Venezuela

## Primera fase

### Grupo A
– Clasificados a la Semifinales. 
     – Pasan a disputar la clasificación del 5.º al 8.º lugar.

## Resultados

### Clasificación 5.º y 7.º puesto
|  | Semifinales | Semifinales |   |          | Final      | Final |  |
|  |             |             |   |          |            |       |  |
|  |             |             |   |          |            |       |  |
|  |             |             |   |          |            |       |  |
|  | Colombia    | 3           |   |          |            |       |  |
|  | Paraguay    | 0           |   |          |            |       |  |
|  |             |             |   |          |            |       |  |
|  |             |             |   |          |            |       |  |
|  |             |             |   |          | Colombia   | 3     |  |
|  |             | Perú        | 0 |          |            |       |  |
|  |             |             |   |          |            |       |  |
|  |             |             |   |          |            |       |  |
|  |             |             |   |          | 3.º puesto |       |  |
|  |             |             |   |          |            |       |  |
|  | Perú        | 3           |   | Paraguay | 3          |       |  |
|  | Guyana      | 0           |   |          | Guyana     | 0     |  |

### Resultados
| Fase           | Fecha    | Encuentro          | Resultado | Set   | Set   | Set   | Set | Set | Puntuación total |
| Fase           | Fecha    | Encuentro          | Resultado | 1     | 2     | 3     | 4   | 5   | Puntuación total |
| -------------- | -------- | ------------------ | --------- | ----- | ----- | ----- | --- | --- | ---------------- |
| 5° al 7° lugar | 08-09-06 | Colombia- Paraguay | 3 - 0     | 25:17 | 25:11 | 25:18 |     |     | 75 - 46          |
| 5° al 7° lugar | 08-09-06 | Perú - Guyana      | 3 - 0     | 25:14 | 25:17 | 25:11 |     |     | 75 - 42          |
| 7° lugar       | 09-09-06 | Paraguay - Guyana  | 3 - 0     | 25:15 | 25:07 | 25:21 |     |     | 75 - 43          |
| 5° lugar       | 09-09-06 | Colombia - Perú    | 3 - 0     | 25:18 | 25:23 | 25:23 | :   | :   | 75 - 64          |

## Fase final

### Final 1.º y 3.º puesto
|  | Semifinales | Semifinales |   |           | Final      | Final |  |
|  |             |             |   |           |            |       |  |
|  |             |             |   |           |            |       |  |
|  |             |             |   |           |            |       |  |
|  | Argentina   | 3           |   |           |            |       |  |
|  | Chile       | 0           |   |           |            |       |  |
|  |             |             |   |           |            |       |  |
|  |             |             |   |           |            |       |  |
|  |             |             |   |           | Argentina  | 2     |  |
|  |             | Brasil      | 3 |           |            |       |  |
|  |             |             |   |           |            |       |  |
|  |             |             |   |           |            |       |  |
|  |             |             |   |           | 3.º puesto |       |  |
|  |             |             |   |           |            |       |  |
|  | Brasil      | 3           |   | Venezuela | 3          |       |  |
|  | Venezuela   | 0           |   |           | Chile      | 2     |  |

### Resultados
| Fase      | Fecha    | Encuentro          | Resultado | Set   | Set   | Set   | Set   | Set   | Puntuación total |
| Fase      | Fecha    | Encuentro          | Resultado | 1     | 2     | 3     | 4     | 5     | Puntuación total |
| --------- | -------- | ------------------ | --------- | ----- | ----- | ----- | ----- | ----- | ---------------- |
| Semifinal | 09-09-06 | Argentina- Chile   | 3 - 0     | 25:21 | 25:23 | 25:14 |       |       | 75 - 58          |
| Semifinal | 09-09-06 | Brasil - Venezuela | 3 - 0     | 25:20 | 25:17 | 25:15 |       |       | 75 - 52          |
| 3° lugar  | 12-10-08 | Chile - Venezuela  | 2 - 3     | 25:23 | 25:20 | 21:25 | 22:25 | 11:15 | 104 - 108        |
| Final     | 12-10-08 | Argentina - Brasil | 2 - 3     | 25:23 | 19:25 | 25:22 | 20:25 | 11:15 | 100 - 110        |

## Campeón
| Brasil            |
| Campeón           |
| Brasil 17° título |

## Posiciones finales
| Pos | Equipo    |
| --- | --------- |
|     | Brasil    |
|     | Argentina |
|     | Venezuela |
| 4   | Chile     |
| 5   | Colombia  |
| 6   | Perú      |
| 7   | Paraguay  |
| 8   | Guyana    |

## Clasificados alCampeonato Mundial de Voleibol Masculino sub-21 de 2007
| Bandera de Brasil | Bandera de Argentina |
| Brasil            | Argentina            |